# Koikawa Harumachi
Koikawa Harumachi est un nom japonais traditionnel ; le nom de famille (ou le nom d'école), Koikawa, précède donc le prénom (ou le nom d'artiste).
Koikawa Harumachi (恋川 春町), nom d'artiste : « Sakanoue Furachi » (酒上 不埒), (né en 1744, mort le 27 août 1789) est un artiste japonais de l'ukiyo-e et écrivain du genre gesaku.

## Biographie
Fils d'un samouraï au service d'un daimyō de Tanabe dans la province de Kii, Koikawa porte le nom Kurahashi Itaru (倉橋 格) à sa naissance. Il est adopté à l'âge de 20 ans par un oncle auquel il succède après sa mort en 1776, dans sa poste de gouverneur de la résidence (留守居, rusui) à Edo comme daimyo du domaine d'Ojima. En 1781 il est chambellan (側用人, sobayōnin) puis gouverneur(用人, yōnin) et enfin doyen en 1787 (年寄, toshiyori) avec un revenu de 120 koku.
Il prend des leçons de peinture auprès de Toriyama Sekien. Comme son style est solidement basé sur celui de l'école Katsukawa, on suppose qu'il a - au moins de manière informelle - reçu une formation de la part de Katsukawa Shunsho, l'ancien chef de l'école. Son premier véritable emploi consiste à créer des illustrations pour le livre de Hōseidō Kisanji écrit en 1773, Tōsei fūzoku tsū (当世風俗通, « Instructions pour un style contemporain »). À partir de 1775, il commence à écrire ses premiers livres du genre Kusazōshi qu'il publie avec ses propres illustrations. Avec Kinkin Sensei eiga no yume (金々先生栄花夢, « Le rêve magnifique du maître Kinkin »), il crée en 1775 le prototype du livre Kibyōshi dont il est un des pionniers du genre avec son ami Tegara no Okamochi, dont il illustre également les livres. Des quelque 100 ouvrages que publie Koikawa en tant qu'auteur ou illustrateur, une trentaine appartient au genre Kibyōshi. Le représentant le plus éminent de ce style est cependant Santō Kyōden, plus jeune d'une génération.
Par ailleurs, Koikawa est aussi connu comme poète du genre kyōka sous le pseudonyme Sakanoue Furachi. Son livre le plus populaire est Ōmugaeshi bunbu no futamishi, qu'il publie en 1789. Parce qu'il est considéré comme un critique des réformes Kansei et qu'il moque le rōjū Matsudaira Sadanobu, il est victime de la censure ce qui l'amène à perdre tous ses postes. Il meurt avant que son procès ne se tienne devant les tribunaux du bakufu.

## Œuvres
- 1775 Kinkin Sensei Eiga no Sume (金々先生栄花夢)
- 1776 Kōmansai Angya Nikki (高慢斎行脚日記)
- 1776 Mudai Ki (無益委記)
- 1780 Totoba Tatakai Atarashi no Ne
- 1789 Ōmugaeshi bunbu no futamishi (鸚鵡返文武二道)